# Ключі від міста
«Ключі від міста» («Pilsētas atslēgas») — радянський художній фільм 1973 року, знятий режисером Імантсом Кренбергсом на Ризькій кіностудії.

## Сюжет
Аустра Калниня — голова виконкому у невеликому латвійському містечку. Одна з головних турбот Аустри — розробити генеральний план забудови міста.

## У ролях
- Діна Купле — Аустра Калниня (дублювала Л. Гурова)
- Гунта Віркава — Дайна Калниня (дублювала Л. Старицина)
- Едуардс Павулс — Юріс Андумс (дублював І. Єфімов)
- Олександр Майзукс — Бергманіс (дублював Ю. Соловйов)
- Яніс Кубіліс — Мелдеріс (дублював П. Кашлаков)
- Яніс Паукштелло — Райбайс (дублював Г. Сисоєв)
- Леонідс Грабовскіс — Гарайс (дублював Ю. Каморний)
- Луція Баумане — Калнінієне, бабуся Дайни (дублювала Т. Тимофєєва)
- Юріс Леяскалнс — Пушпурс (дублював І. Дмитрієв)
- Діна Квелде — Пушпуре
- Імантс Адерманіс — Грава
- Яніс Грантіньш — роль другого плану
- Арнольд Лініньш — роль другого плану
- Харійс Герхардс — роль другого плану
- В. Фелдмане — роль другого плану
- Майга Майнієце — роль другого плану
- Айварс Богданович — роль другого плану
- Яніс Цимерманіс — роль другого плану
- Майя Егліте — роль другого плану
- Х. Кокаревич — роль другого плану

## Знімальна група
- Режисер — Імантс Кренбергс
- Сценарист — Лія Брідака
- Оператор — Ріхард Пікс
- Композитор — Імант Земзаріс
- Художник — Герберт Лікумс